# Zygogynum calothyrsum
Zygogynum calothyrsum är en tvåhjärtbladig växtart som först beskrevs av Friedrich Ludwig Diels, och fick sitt nu gällande namn av W. Vink. Zygogynum calothyrsum ingår i släktet Zygogynum och familjen Winteraceae. Inga underarter finns listade.